# Dolichopus strigipes
Dolichopus strigipes är en tvåvingeart som beskrevs av George Henry Verrall 1875. Dolichopus strigipes ingår i släktet Dolichopus och familjen styltflugor. Inga underarter finns listade i Catalogue of Life.